# پیچیدگی توزیع‌های احتمال
پیچیدگی/مجموع توزیع‌های احتمال (به انگلیسی: Convolution of probability distributions) در نظریه احتمال و آمار به‌عنوان عملیاتی بر حسب توزیع‌های احتمال به وجود می‌آید که با افزودن متغیرهای تصادفی مستقل و با گسترش، ترکیب‌های خطی متغیرهای تصادفی مطابقت دارد. عملیات در اینجا یک مورد خاص از پیچیدگی در زمینه توزیع احتمال است.